# ShopAlike
ShopAlike è un portale europeo di e-commerce gestito da Visual Meta GmbH, azienda che fa capo al ramo digitale di Axel Springer SE. Il sito è attivo in oltre 13 paesi, che includono Italia, Germania, Danimarca, Francia e Spagna. Moda, arredamento e lifestyle sono il focus principale della piattaforma, che comprende più di 780 negozi partner.

## Storia
Il portale nacque inizialmente come LadenZeile.de in Germania nell'aprile del 2009, grazie all'investimento di Rocket Internet, un incubatore di startup con sede a Berlino. Nel 2011 il sito venne lanciato anche sui mercati italiano, francese e olandese con il nome di ShopAlike. Si tratta di un motore di ricerca multi-prodotto basato su tecnologie di "ricerca visuale" proprietarie in costante evoluzione. La piattaforma scansiona i più famosi e affidabili portali di e-commerce e trova i migliori prezzi e offerte per i prodotti che interessano gli acquirenti.
Nel dicembre del 2011 Axel Springer AG rilevò una quota di maggioranza di Visual Meta GmbH e ShopAlike divenne così parte di Springer SE.

## Integrazione di terze parti
ShopAlike consente a venditori di piccola e media grandezza di vendere i propri prodotti mediante la registrazione del proprio negozio online e la convalida del loro feed di prodotti (XML/csv). Una volta che il negozio viene integrato su ShopAlike, i venditori possono includere le loro offerte sulla piattaforma.
Il portale usa le tecnologie di marketing avanzate di Facebook per consentire ai venditori di promuovere il loro catalogo di prodotti completo e massimizzare le vendite complessive.

## Mozione antitrust UE contro Google
Il portale e i suoi investitori guidarono un gruppo di aziende provenienti da tutta Europa con l'obiettivo di far partire una campagna antitrust nei confronti di Google attraverso la Commissione europea. A detta della Commissione, Google è stato accusato di ingannare sia i consumatori che i propri concorrenti distorcendo i risultati di ricerca a favore del proprio servizio di shopping, con una mossa che potrebbe cambiare le regole per il business online.